# Rumpler C.VII
Le Rumpler C.VII est un avion militaire de reconnaissance construit en Allemagne pendant la Première Guerre mondiale. Il est développé à partir du C.IV et optimisé pour les missions à haute altitude qui lui permettraient d'opérer à des hauteurs à l'abri de l'interception par les chasseurs ennemis. L'étude du C.VII intervient après une tentative ratée de transformer le C.III en un C.V pour hautes altitudes.

## Étude et développement
La différence la plus significative entre le C.IV et le C.VII est le remplacement du Mercedes D.IV par un moteur Maybach Mb IVa. Bien que le moteur Maybach soit environ 8 % moins puissant que celui de Mercedes au niveau de la mer, il conservait plus de sa puissance en altitude quand celle du moteur Mercedes décroissait rapidement. D'autres changements concernent l'agrandissement de la surface des ailes et une hélice de plus grand diamètre. L'équipage est équipé de inhalateurs d'oxygène et de combinaisons de vol chauffées électriquement.
Rumpler produit le C.VII en deux versions : une machine de reconnaissance standard équipée d'une radio et une version photographique nommée Rubild (ou Rubilt ) une contraction de Rumpler Bildaufklärer (reconnaissance photographique).

## Historique opérationnel
Les deux versions du Rumpler C.VII sont en service simultanément. Le C.VII standard est utilisé pour la reconnaissance armée à longue distance. L'armement est composé d'une mitrailleuse fixe et synchronisée LMG 08/15 Spandau tirant vers l'avant et d'une mitrailleuse Parabellum MG14 à l'arrière pour l'observateur/tireur (qui utilisait également une radio). Le Rubild est une version « simplifiée »sans armement avant et débarrassé des équipements superflus pour compenser le poids des appareils photographiques spéciaux.
Le Rubild grimpait jusqu'à 7 300 mètres et volait à 160 km/h à 6 100 mètres. La version haute altitude était pratiquement invulnérable à l'interception au-dessus de 5 500 mètres. Les rapports de combat alliés décrivent le plus souvent le Rubild volant plus haut. La plupart des chasseurs alliés car les chasseurs alliés étaient rarement capables de monter à une telle altitude. Selon le célèbre as James McCudden, « c'était une exception de voir un SE5 au-dessus de 5 200 mètres. ». L'un des rares chasseurs alliés capables d'atteindre de telles altitudes, et donc capables d'intercepter le Rubild, était le Sopwith Dolphin.
À la fin de la guerre, au moins un Rumpler C.VII est capturé et envoyé aux États-Unis.

## Utilisateurs
Empire allemand
- Luftstreitkräfte

 Suisse
- Forces aériennes suisses

La Suisse achète un exemplaire en Allemagne en mars 1920 pour entrainer ses pilotes au vol à haute altitude. Il est détruit deux mois plus tard en décollant avec les câbles d'ailerons branchés à l'envers. Le pilote n'est que légèrement blessé mais l'avion est irréparable.
 États-Unis
- Armée de l'air des États-Unis

 Royaume de Yougoslavie
- Force aérienne royale yougoslave - Après-guerre.